# 北豊津信号場
北豊津信号場（きたとよつしんごうじょう）は、北海道山越郡長万部町字豊津にある北海道旅客鉄道（JR北海道）函館本線の信号場。電報略号はヨツ。事務管理コードは▲140126。旅客扱い末期の駅番号はH50。

## 歴史
太平洋戦争に伴う戦時輸送力強化の一環で設置された信号場である。

当地には太平洋戦争終戦以前は陸軍の軍馬補充部豊津種馬所が所在したことや、戦後にも砂鉄の採集が行われていたことを理由に仮乗降場として旅客営業も行われており、国鉄分割民営化と同時に駅に昇格したが、2017年（平成29年）3月4日に旅客扱いを廃止し、信号場となった。

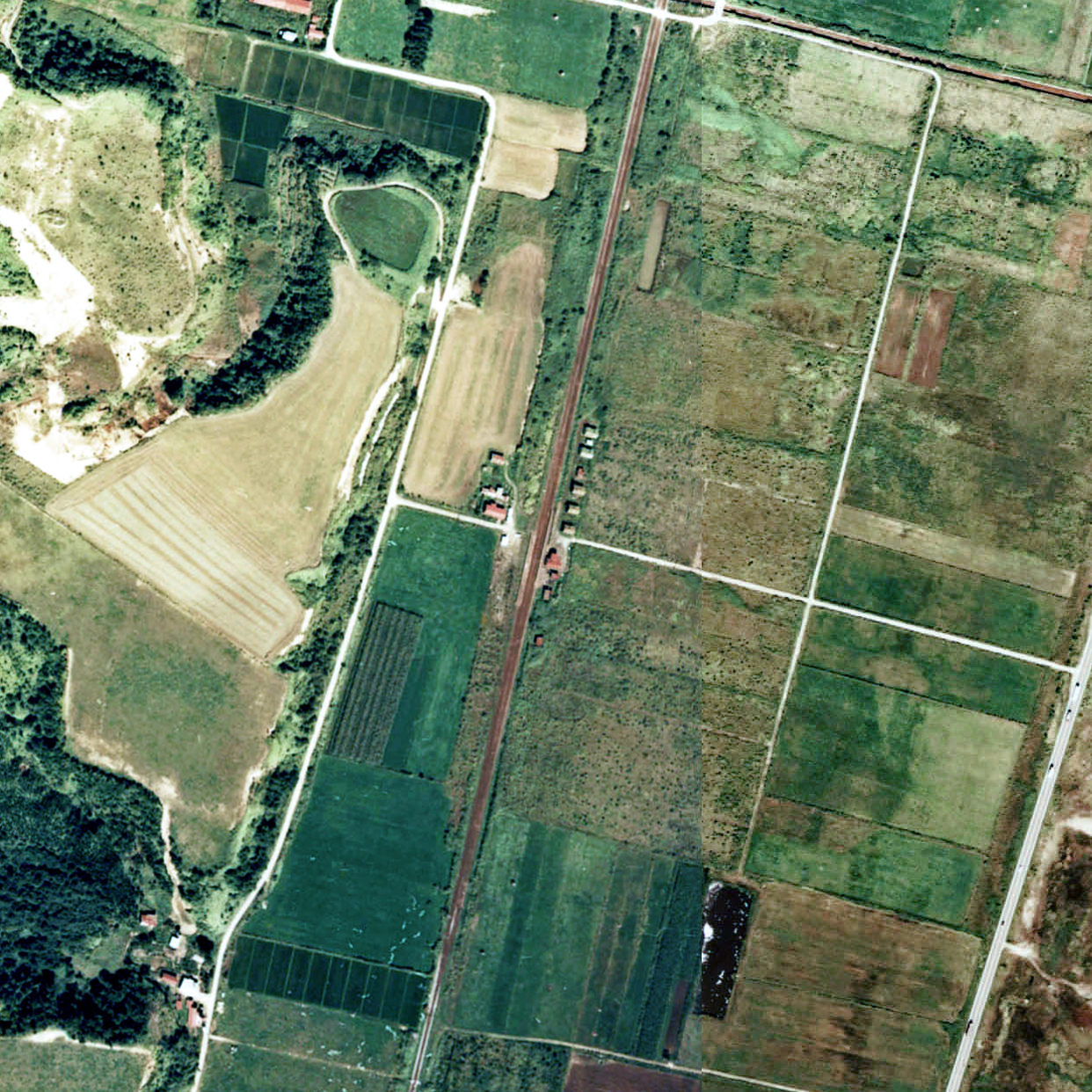
1976年の北豊津信号場と周囲約750m範囲。下が単線区間函館方面。右側には国道5号が見える。上述のとおり、国道から当駅は見えない。短めだが相対式ホームを持つ。

### 年表
- 1944年（昭和19年）7月1日：国有鉄道函館本線の北豊津信号場として開設[7][8]。仮乗降場として旅客を取扱い[9]。
- 1949年（昭和24年）6月1日：日本国有鉄道法施行に伴い、日本国有鉄道（国鉄）に継承。
- 1953年（昭和28年）以降：専用線[注 1]発着貨物取扱い開始。
- 1967年（昭和42年）以降：貨物取扱い廃止[9]。
- 1970年（昭和45年）9月25日：当信号場 - 国縫駅間が複線化[10]。
- 1986年（昭和61年）11月1日：無人化[8]。
- 1987年（昭和62年）4月1日：国鉄分割民営化に伴い、北海道旅客鉄道（JR北海道）に継承。同時に駅へ昇格し、北豊津駅となる[8]。
- 1990年（平成2年）3月10日：営業キロ設定[9]。
- 1991年（平成3年）12月24日：駅舎改築[8]。
- 2007年（平成19年）10月1日：駅ナンバリングを実施[JR北 2]。
- 2016年（平成28年）6月2日：同じ長万部町の蕨岱駅、森町の桂川駅、東山駅、姫川駅と共に、JR北海道から各町へ2017年（平成29年）3月実施予定のダイヤ改正に合わせて廃止の意向を示す[新聞 1]。その後、長万部町は当駅の廃止を容認[新聞 2]。
- 2017年（平成29年）3月4日：旅客扱いを廃止[JR北 1]。再び北豊津信号場となる[5]。

### 信号場名の由来
所在地「豊津」の北方にあるため。
もともと当地は「六津（ろこつ、ろくつ）」と呼ばれていたが、信号場開設前の1940年（昭和15年）の地区名改正で地名が「豊津」となっている。
「六津」の名称は長万部町と八雲町の境を流れるルコツ川のアイヌ語名である「ルコッ（ru-kot）」（足跡・くぼみ→道・沢）に由来し、これはかつてルコツ川沿いに瀬棚方面へ山越えする道があったことに由来するとされる。

## 構造
もともと函館方が両開き、旭川方が下り線を直線とする片開き分岐器（いずれも安全側線なし）の単なる2線構造の信号場であったが、1970年（昭和45年）に当信号場から長万部方が複線化される際に上り本線が単線区間に進入する直前の函館方の両開き分岐器に安全側線が付帯された。
旅客扱い当時はこれに加え相対式ホーム2面2線が設置され、構内踏切で結ばれており、ホームの脇に待合所があった。

## 利用状況
砂鉄資源の枯渇による集落戸数激減以前は乗降人員も相当あったとされているが、以降は乗降もほぼない状態が続いていた。
旅客営業当時の乗車人員の推移は以下の通り。年間の値のみ判明している年度は日数割で算出した参考値を括弧書きで示す。出典が「乗降人員」となっているものについては1/2とした値を括弧書きで乗車人員の欄に示し、備考欄で元の値を示す。
また、「JR調査」については、当該の年度を最終年とする過去5年間の各調査日における平均である。
| 年度               | 乗車人員（人） | 乗車人員（人） | 乗車人員（人） | 出典       | 備考                 |
| 年度               | 年間           | 1日平均        | JR調査         | 出典       | 備考                 |
| ------------------ | -------------- | -------------- | -------------- | ---------- | -------------------- |
| 1978年（昭和53年） |                | 3.0            |                | [ 4 ]      | 当時は仮乗降場の扱い |
| 2015年（平成27年） |                |                | 「10名以下」   | [ JR北 3 ] |                      |

## 周辺
- 国道5号
- 旧長万部町立豊津小学校
- 豊津いちご農園
- 函館バス「北豊津」停留所
駅であった当時は国道5号線上に「北豊津信号所前」停留所があったが、旅客営業廃止に伴い、地元から住宅の多い町道豊津二号線へのバス路線経路変更の要望があり[14]、町と函館バスの協議を経て2017年（平成29年）11月に経路変更と停留所名の変更が行われた[15]。

## 隣の施設
北海道旅客鉄道（JR北海道）
■函館本線
黒岩駅 (H51) - （北豊津信号場） - 国縫駅 (H49)